# Kastagropen
Kastagropen är en ravin i bokskog norr om Vånga i nordligaste delen av Kristianstads kommun, belägen mellan sjöarna Immeln och Raslången. I ravinen går en väg som brukats sedan medeltid. Enligt sägnen skall snapphanar hängts i Kastagropen som avskräckande exempel för lokalbefolkningen, huruvida detta är sant är inte fastlagt.
Kastagropen är utsatt på Terrängkartan 3E NV Karlshamn.
En kort del av tv-serien Snapphanar spelades in på platsen.